# تپه دره سر (۳)
تپه دره سر (۳) مربوط به دوره نوسنگی - عصر مس - مفرغ است و در شهرستان دورود، بخش سیلاخور، دهستان چالانچولان، ۷۵۰ متری شمال غرب روستای عربان واقع شده و این اثر در تاریخ ۱۳ آبان ۱۳۸۶ با شمارهٔ ثبت ۱۹۸۲۳ به‌عنوان یکی از آثار ملی ایران به ثبت رسیده است.